# Scopula ochrifrons
Scopula ochrifrons är en fjärilsart som beskrevs av Louis Beethoven Prout 1920. Scopula ochrifrons ingår i släktet Scopula och familjen mätare. Inga underarter finns listade.